# Замок Карріккілдавнет
Замок Карріккілдавнет, замок Граййне, замок Грейс О'Майллі або башта Кілдовнет (англ. Carrickkildavnet Castle, Kildavnet Castle, Grace O'Malley's Castle, Kildownet Tower ірл. Caisleán Ghráinne) — стародавній замок-башта Ірландії, розташований на острові Акілл в Атлантичному океані, біля західного узбережжя Ірландії, графство Мейо. Нині, замок — пам'ятка історії та архітектури Ірландії національного значення. Висота башти — 12 м. Замок є власністю держави — республіки Ірландія.

## Історія
Замок Карріккілдавнет розташований на південно-східному куті острова Акілл, що розташований біля півострова Корраун. У давнину це було стратегічно важливе місце, замок захищав протоку між островом Акілл та Ірландією, захищав узбережжя Клев-Бей та Блексод-Бей.
Замок Карріккілдавнет був побудований у 1429 році ірландським кланом О'Майллі, що володів землями Умайл. До цього клану належала знаменита «королева піратів» Грайнне ні Майлле (Грейс О'Меллі) — жінка, яка була вождем клану та адміралом цілого флоту ірландських піратів. Вона володіла низкою замків та земель і була по суті незалежною королевою земель західної Ірландії. Вона жила в 1530–1603 роках. Ще одним замком, що був її твердинею був Рокфліт та замок на острові Клер.

## Архітектура
Замок Карріккілдавнет — це вежа висотою чотири поверхи. Над першим поверхом є склепіння, в куті першого поверху є хід на вищі поверхи — зроблений з оборонних міркувань. Також в замку присутні: таємна камера, захисні бійниці та фортифікаційні укріплення на вершині башти для обстрілу згори.